# Ганжара, Владимир Иванович
Владимир Иванович Ганжара́ (21 сентября 1939, Чита — 7 января 2008, Астана) — советский и казахстанский ученый, доктор технических наук, изобретатель, профессор Целиноградского инженерно-строительного института (ЦИСИ), первый руководитель (2002—2005) и организатор кафедры «Тепловые электрические станции» (в 2008 году переименована в кафедру «Теплоэнергетики») на базе кафедры «Эксплуатация электрооборудования» в Казахском агротехническом университете им. С. Сейфуллина (КазАТУ).

## Биография
Родился в семье Ивана Архиповича Ганжары и Клавдии Евтухиевны Ганжары. Отец — председатель колхоза, ветеран ВОВ, мать — педагог.
Окончил ЦИСИ в 1969 году по специальности «Промышленное и гражданское строительство», а затем, в том же университете, последовательно занимал должности ассистента, старшего преподавателя, заведующего кафедрой (с 1980) и профессора (с 2000).
В 1977 году в Днепропетровске защитил кандидатскую диссертацию.
В 1981 году Высшей аттестационной комиссией при Совете Министров СССР присвоено звание доцента. В 1996 году в Алматы защитил докторскую диссертацию «Основы технологии тепловлажностной обработки железобетонных изделий» (специальность «строительные материалы и изделия»).
Скончался 7 января 2008 года, похоронен на Городском кладбище Астаны.

### Научная деятельность
Основная сфера научной деятельности — оптимизация технологических процессов и инновации в области строительства. Кроме того, Владимир Иванович длительное время занимался вопросами ресурсосбережения за счёт утилизации отходов теплоэнергетического производства и создании на их основе заполнителей для бетонных смесей различных типов и составов.
Автор более 180 научных трудов, в том числе авторских свидетельств СССР, патентов Казахстана, США, Великобритании, Англии, Канады, ГДР, Швеции, Индии, 83 статей и одной монографии.
Подготовил трёх кандидатов наук, являлся членом специализированного диссертационного совета по защите кандидатских и докторских работ.

### Семья
Во время службе в армии был направлен в город Кокчетав (сейчас Кокшетау), где и встретил свою будущую супругу — Молошь Валентину Фёдоровну (учитель математики). Поселилась семья в бурно развивавшемся тогда Целинограде (сейчас Нур-Султан).

## Награды
Награждён двумя серебряными медалями ВДНХ СССР, рядом дипломов ВДНХ СССР, знаками «Изобретатель СССР», «За отличные успехи в работе» и серебряной медалью «Заслуженный изобретатель Республики Казахстан».

## Основные работы
- Ганжара В. И. О предварительном выдерживании железобетонных изделий. — Алма-Ата: Архитектура и строительство, 1975.
- Бубело В. В., Родина Э. С., Ганжара В. И. Совершенствование тепловлажностной обработки бетона в периодических камерах ямного типа // Научно-технический реферативный сборник. — М.: ЦБНТИ Минтяжстрой СССР, 1976.
- Загородний Г. С., Ганжара В. И. Тепловая обработка изделий из различных бетонов // Научно-технический реферативный сборник. — М.: ЦБНТИ Минтяжстрой СССР, 1983.
- Ганжара В. И. Улучшение производства железобетонной продукции. — Целиноград: Целиноград знание, 1983.
- Ганжара В. И., Дьяковский В. И. Технологические линии производства железобетонных изделий с кольцевыми камерами. — М.: Стройиздат, 1989.
- Ганжара В. И. Технологическая увязка основного процесса производства сборного железобетона. — Алматы: Кайнар, 1991.
- Ганжара В. И., Атякшева А. В. Технология железобетонных изделий и конструкций: Учебник. — Астана: Фолиант, 2007. — 448 с. — ISBN 9965-35-280-1. (недоступная ссылка)